# Пападопулос, Панос
Панос Пападопулос (1 август 1920 года, Керасус, Османская империя (современный Гиресун, Турция) — 18 февраль 2001, Мюнхен) — немецко-греческий актёр .

## Биография
Пападопулос появился в 1950-х годах в Гамбургском городском театре, откуда он был нанят режиссёром Юргеном Роландом на второстепенную роль поддающегося манипулированию моряка Шелби в фильме Эдгара Уоллеса «Красный круг» в 1959 году. Пападопулос также был замечен во многих спагетти-вестернах конца 1960-х — начала 1970-х годов.
Свою последнюю крупную и не менее известную роль он сыграл в 1985 году в роли сального владельца закусочной Ставроса в фильме «Отто — фильм» .
Пападопулос умер от сердечной недостаточности в 2001 году.